# Fredrik Pacius
Fredrik Pacius (eredetileg Friedrich Pacius; Hamburg, 1809. március 19. – Helsinki, 1891. január 8.) német származású finn zeneszerző, hegedűművész. A német romantika jegyeit magán viselő életművével jelentősen hozzájárult a finn nemzeti zene megteremtéséhez, nevéhez fűződik a finn nemzeti himnusz és az első finn opera megkomponálása.

## Élete
Hamburgban született, s hegedűn játszott már kora gyermekkorától fogva. Tizenöt éves korában szülei Kasselba küldték, ahol Ludwig Spohrtól hegedű-, Moritz Hauptmanntól pedig zeneszerzésórákat vett. Már tizenévesen szerzett kisebb dalokat és vonósnégyeseket. Mindeközben hegedűművészként és szólóénekesként is többször fellépett, s tizenkilenc évesen, 1828-ban a stockholmi udvari zenekar első hegedűse lett.
1834-ben elnyerte a Helsinki Egyetem zeneigazgatói állását (maga mögé utasítva öt finn kandidánst), és 1835. február 7-én meg is érkezett az országba, hogy megkezdje munkáját. 1867-ig tanított az egyetemen, de nemcsak hegedűművészként és tanárként, hanem komponistaként, karnagyként és zenei szervezőként is hamar megmutatta tehetségét. Az általa szervezett oratórium-, szimfónia- és operaelőadások Észak-Európa egyik legfontosabb zenei központjává tették Helsinkit. Elhozta Európa klasszikus és kortárs zenéjét a finn fővárosba, és nem csupán a koncertek szervezéséből vette ki a részét, de többnyire hegedűművészként maga is fellépett.
1838-ban megalapította Finnország első, ma is működő férfikórusát, az Akadémiai Daltársaságot (Akademiska Sångföreningen), 1845-ben pedig az 1854-ig fennálló Helsinki Szimfonikus Zenekart (Symfoniföreningen i Helsingfors). 1848-ban Maamme címen megzenésítette Johan Ludvig Runeberg Vårt land című versét, amely később Finnország nemzeti himnusza lett (dallamát felhasználták az észt és a lív himnuszokhoz is). 1852. március 24-én mutatták be az első finn nagyoperát Pacius komponálásában és Zachris Topelius librettójával, Károly király vadászata (Kung Karls Jakt / Kaarle-kuninkaan metsästys) címen, amely egy a svéd függés korába helyezett történetet mesélt el, s ezzel a témaválasztással az orosz fennhatóság alatt álló Finnországban a nemzeti romantika egyik nagy hatású darabja lett. Az elkövetkező években Pacius még két kevésbé sikeres színpadi művel jelentkezett: a görög mitológiát a Kalevala motívumaival ötvöző Ciprus hercegnője (Prinsessan av Cypern / Kypron prinsessa, 1860) című darabbal, valamint A Loreley (Die Loreley, 1862–1887) című operával. Ezek mellett számos hegedűdarabot, nyitányt  és kantátát szerzett, de igazán maradandót kórusműveivel és hazafias dalaival alkotott. Legismertebb dalai a finn himnusz mellett A katonafiú (Soldatgossen) és a Finnország dala (Suomis sång).